# Jeppe Aakjær

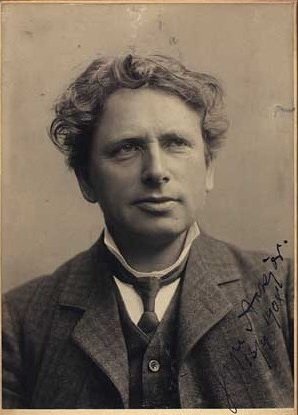
Jeppe Aakjær

Jeppe Aakjær [ˈɔːkεːr] (* 10. September 1866 in Aakjær bei Fly, heute Viborg Kommune als Jeppe Jensen; † 22. April 1930 auf dem Hof Jenle bei Skive) war ein dänischer Dichter und Schriftsteller. Er gilt als einer der führenden Vertreter der dänischen Heimatliteratur.

## Leben
Jeppe Jensen wuchs als Sohn eines armen Heidebauern in Jütland auf und war dadurch mit den harten Arbeitsbedingungen auf dem Lande vertraut. Von früh auf fühlte er sich zur Welt der Bücher hingezogen. Er besuchte die Volkshochschule und nahm 1884 an einem Examenskursus zur mittleren Reife in Kopenhagen teil. Dort wurde er aktives Mitglied der sozialistischen und atheistischen Kreise. Jeppe Jensen, eingeschriebenes Mitglied der Sozialdemokratischen Partei, blieb sein ganzes Leben sozialpolitisch aktiv. Sein literarisches Debüt war kein belletristisches Werk, sondern eine Kampfschrift gegen die Innere Mission.
Schon als junger Mann hielt er agitatorische Vorträge, für die er 1887 für siebzehn Tage ins Zuchthaus musste. Prägend wirkte auf ihn die Lektüre der Werke von Bjørnstjerne Bjørnson, Georg Brandes und Charles Darwin, deren Gedanken er in seinen Romanen propagierte. Verschiedene kurzfristige Beschäftigungen als Volkshochschullehrer (Entlassung wegen konfessionsübergreifendem Unterricht) und sozialdemokratischer Journalist folgten. 1895 begann er ein Geschichtsstudium in Kopenhagen. 1893 heiratete er die spätere Schriftstellerin Marie Bregendahl (die Ehe wurde 1900 geschieden).
Nach wirtschaftlich schweren Jahren debütierte er 1899 als Lyriker und Prosaist. Seither lebte er als freier Schriftsteller und entwickelte sich zu einem der bedeutendsten der sogenannten „Volksrealisten“. 1906 änderte Jeppe Jensen seinen Nachnamen nach seinem Geburtsort in Aakjær und reiste auf den Spuren von Robert Burns, den er bewunderte, durch Schottland. Ab 1907 bewirtschaftete er zusammen mit seiner zweiten Frau das Gehöft Jenle (jütländisch für „einsam, abgeschieden“), auf dem er das heimatliche Volkstum pflegte und das jährlich bis zu seinem Tode Schauplatz großer jütländischer Volksfeste wurde, wie sie auch sein Vorbild Bjørnstjerne Bjørnson veranstaltete.
Heute ist der Hof Jenle, auf dem Aakjær und seine Frau beerdigt wurden, ein Museum. Seit 1980 wurde Aakjærs Tradition der jährlichen Volksfeste, auf denen es immer auch Reden und musikalische Aufführungen gab, wieder aufgenommen.

## Werke

### Lyrik
Aakjærs lyrisches Werk ist von zentraler Bedeutung für die dänische Heimatliteratur. Sein Thema ist die Heide und die genügsamen Heidebauern, das einfache, harte, doch auch schöne Leben auf dem Land. Vor den Gedichtband Rugens sange setzte er als Motto ein vielsagendes Zitat aus dem biblischen Buch Amos: Ich bin kein Prophet und keines Propheten Sohn, sondern ich bin ein Hirte und ein Mann, der wilde Maulbeeren sammelt. (Am 7,14 ) Viele seiner stets singbar gehaltenen Gedichte sind in jütländischem Dialekt geschrieben. 
Aakjær begann als sozialistischer Agitator mit Kampfliedern wie Tyende-Sang (Gesindelied) und Kommer i snart (Kommt ihr geschwind). Zeit seines Lebens verfasste er immer wieder politische Lyrik, wie etwa das Lied Her kommer fra Dybet den mørke Armé! (Hier kommt aus der Tiefe die dunkle Armee!). Der Großteil seiner Lyrik handelt jedoch von einer durchaus idyllisch gesehenen vorindustriellen Welt, in der der Mensch in Harmonie mit der Natur lebt.
Formal orientiert er sich an der Volksliedtradition und an den Gedichten von Thomas Kingo und Steen Steensen Blicher (über den Aakjær eine Biographie schrieb), aber auch an der Lyrik von Bjørnstjerne Bjørnson, Henrik Ibsen und Holger Drachmann. Besondere Bedeutung hatte für ihn Robert Burns, von dem er Gedichte (u. a. das berühmte Auld Lang Syne) ins Dänische übersetzte. Burns Gedichte waren für Aakjær Vorbild für eine Lyrik, die Naturseligkeit volksnah ausdrückte, aber zugleich offen war für soziale Empörung.
Um zu gewährleisten, dass seine Gedichte immer vertonbar und singbar blieben, benutzte Aakjær eine selbstentwickelte Melodieschablone. Typische stilistische Merkmale sind der Einsatz mehrfacher Wiederholungen und kunstvolle Reimverwendung. Viele seiner Gedichte wurden vertont, etwa von Carl Nielsen. Diese Lieder sicherten Aakjærs Versen Verbreitung in ganz Dänemark. Sie gehören dort bis zum heute zum festen Liedbestand.

#### Udvalgte Digte(1956)
Die ersten Gedichte von Aakjær erschienen 1899. Seine berühmte Lyriksammlung "Rugens Sange" [Lieder des Roggens] wurde 1906 gedruckt und erlebte Auflagen von insgesamt über 100.000 Exemplaren. Aakjærs „Gesammelte Gedichte“ kamen in drei Bänden 1931; eine generell gültige Ausgabe „Gedichte in Auswahl“ druckte der Verlag Gyldendal 1956. Im Gegensatz zu manchen seiner Romane wurden die Gedichte bisher [Dezember 2014] nicht ins Deutsche übersetzt. Viele dieser Texte gehören bis heute zum festen Bestand in der dänischen Öffentlichkeit, in der Schulmusik und vor allem in der dänischen Hochschulbewegung (dänische Heimvolkshochschule in der Tradition von Nikolai Frederik Severin Grundtvig) mit einem eigenen Gesangbuch, Højskolesangbogen, in verschiedenen Ausgaben seit 1894, neueste 18. Ausgabe 2006. Im guten Sinn sind Aakjærs Romane und vor allem seine populären Gedichte „Heimatliteratur“. Er besingt das „einfache, aber [zumeist bzw. aus bestimmter Perspektive] schöne Leben“ auf dem Land, und er bedient sich einer Sprache, die sich am jütländischen Dialekt orientiert (dabei auch «Neuschöpfungen» [vergleiche diese Markierungen unten] enthält) und in der Regel hervorragend singbar ist (Sprache „im Volksliedton“ mit einfachem Strophenbau, Wiederholungen von Satzteilen, Reimbindungen, mehrfach Verwendung von Stabreimen).
„Jylland“ [Jütland]: „Der dukker af Disen min Fædrenejord med Aaser og Agre og Eng…“ [Im leichten Nebel «hüllt sich» das Land meiner Väter mit Hügeln und Äckern und Wiesen…], S. 13–16, entstanden 1901/1904 = Folkehøjskolens Sangbog 1986, Nr. 241 (Melodie von Carl Nielsen, 1917). – „Min Hjemmen“ [Meine «Heimat»]: „Jeg er født paa Jyllands Sletter, der hvor Lam af Lyngen nipper…“ [Ich bin auf Jütlands Heide geboren, wo das Lamm am Heidekraut knabbert…], S. 17–18, entstanden 1901. – „Bondevise“ [Bauernlied]: „Jeg lagde min Gaard i den rygende Blæst, hvor Bakken hun skraaner mod Sønder…“ [Ich baute meinen Hof in den beißenden Wind, wo der Hügel nach Süden abfällt…], S. 70–71, entstanden 1906 = Folkehøjskolens Sangbog 1986, Nr. 242 (Melodie vom Hochschullehrer Thorvald Aagaard [1877 - 1937], 1910). – „Jeg lægger mig i Læet her ved Storrugens Rod…“ [Ich lege mich hier in den Windschutz des lang-halmigen Roggens…], S. 120, entstanden 1906 = Folkehøjskolens Sangbog 1986, Nr. 303 (Melodie von E. Bangert, 1910). - „Stille, Hjærte, Sol gaar ned, Sol gaar ned paa Heden…“ [Still, mein Herz, die Sonne geht unter, geht unter auf der Heide…], S. 162, entstanden 1912 = Folkehøjskolens Sangbog 1986, Nr. 307 (Melodie vom Kirchenliedkomponisten Thomas Laub [1852 - 1927], 1915). – „Jeg er Havren. Jeg har Bjælder paa, mer end tyve, tror jeg, paa hvert Straa…“ [Ich bin der Hafer. Ich habe Glöckchen an, mehr als zwanzig, glaube ich, auf jedem Halm…], S. 173–175, entstanden 1916 und einer der populärsten Texte von Aakjær, auch als Schullied = Folkehøjskolens Sangbog 1986, Nr. 364 (Melodie von Aksel Agerby, 1916). – „Nordovst“ [Der Nord«west»wind]: „Sneflokke kommer vrimlende hen over Diger trimlende…“ [Schneeflocken kommen wimmelnd über den Feldrain stolpernd…], entstanden 1916, S. 180–181 = Folkehøjskolens Sangbog 1986, Nr. 264 (Melodie von Th. Aagaard, 1916). - „Ole sad paa en Knold og sang…“ [Ole saß auf einem Hügel und sang, Schafe und Widder herum um ihn sprangen. Im Heidekraut pfiff es, Wolken zogen, Fernweh ergriff das Herz…], S. 205–206, entstanden 1899 = Folkehøjskolens Sangbog 1986, Nr. 360 (Melodie von Alf / Alf. Toft [richtig: Alfred Tofft ], 1911).
Selbst wenn Aakjær in idyllischer Weise eine vorindustrielle Welt zeichnet, tut er dieses stets (wie sein englisches Vorbild Robert Burns) mit sozialem Engagement für den unterdrückten und benachteiligten einfachen Arbeiter und Knecht. „Jens Vejmand“ [Jens, der Wegearbeiter, Steinklopfer]: „Hvem sidder der bag Skjærmen, med Klude om sin Haand…“ [Wer sitzt dort hinter dem Schirm, mit Lumpen um seine Hände… er haut wilde Funken aus dem morgenfeuchten Stein… sein Leben war voller Stein – im Tod bekam er keinen {sondern nur ein einfaches Holzkreuz}], S. 234–235, entstanden 1905, einer der bekanntesten sozialkritischen Texte von Aakjær = Folkehøjskolens Sangbog 1986, Nr. 361 (Melodie von Carl Nielsen, 1907). Zum Beispiel dieser Text wurde mit allen 6 Strophen 1909 in Kopenhagen als billige Liedflugschrift gedruckt, in Stadt und Land verbreitet, und auch dadurch wurde der Liedtext populär. – „For læng, læng sind [«Lange, lange her»]“; nach Robert Burns: „Skuld gammel Venskab rejn forgo…“ [«Sollte» alte Freundschaft «völlig vergeh‘n»…], S. 264–265, entstanden 1922 = Folkehøjskolens Sangbog 1986, Nr. 365 (schottische Volksmelodie, „Should auld acquaintance be forgot…“). – „Sundt Blod“ [Gesundes Blut]: „Jeg bærer med Smil min Byrde, jeg drager med Sang mit Læs…“ [Ich trage mit Lächeln meine Bürde, ich ziehe mit Gesang meine Last…], S. 313, entstanden 1906 = Folkehøjskolens Sangbog 1986, Nr. 363 (Melodie von Carl Nielsen, 1915). - Das Volkshochschulgesangbuch enthält weitere Liedtexte von Aakjær, die nicht in obiger Auswahl stehen. Auch ist die Auswahl von Aakjærs Texten in den verschiedenen Ausgaben unterschiedlich; er gehört aber zu den „Klassikern“ dieser, das allgemeine Repertoire in Schule und Öffentlichkeit prägenden Sammlung.

### Romane
Auch Aakjærs Romane und Erzählungen handeln von der Welt der Bauern und Landarbeiter. Er schreibt mit oft scharfer sozialagitatorischer Tendenz und verleiht seiner tief empfundenen Empörung über jede Art von Unterdrückung und Entmündigung, ob durch Kirche oder Staat, unüberhörbaren Ausdruck. So zeigt bereits Aakjærs früher, halbautobiographischer Roman Bondens søn das Christentum als Hindernis auf den Weg zur inneren Freiheit. 
Aakjærs bedeutendster Roman ist Vredens Børn. In ihm verwirklicht er die Intention des modernen Realismus, der die Formung von Individuen durch ihre soziale Umwelt erklärt, und verbindet sie mit traditioneller Erzählweise, lebendigen Dialogen und überaus plastischer, dokumentarisch-authentischer Darstellung der ländlichen Welt. In keinem anderen Werk der dänischen Literatur werden die unmenschlichen Bedingungen, denen die Dienstboten auf dem Land ausgesetzt waren, so heftig kritisiert. Das Buch hatte enorme politische Wirkung und trug dazu bei, dass weitreichende Reformen in Kraft gesetzt wurden, jedoch gegen erbitterten Widerstand: In mehr als 1000 Leserbriefen und Zeitungsartikeln wurde gegen die Darstellung des Landlebens durch Aakjær protestiert.
Ironischerweise führte Aakjærs Kampf für Reformen dazu, dass die alte jütländische Welt, die er liebte, unwiderruflich zerstört wurde: Die „Dänische Heidegesellschaft“ unterstützte die armen Häusler darin, die Heide in Ackerland umzuwandeln. In späteren Prosaarbeiten warnte Aakjær vor der Industrialisierung der Landwirtschaft (etwa in Arbejdets glæde).

## Werke
- 1897: Missionen og dens høvding (Kampfschrift)
- 1899: Bondens søn (Roman)
- 1899: Derude fra kjærene (Gedichte)
- 1900: Vadmelsfolk (Erzählungen)
- 1901: Fjandboer (Erzählungen)
- 1903f.: Steen Steensen Blichers livstragedie i breve og aktstykker (Biographie in 3 Bänden)
- 1904: Vredens børn (Roman, Die Kinder des Zorns, deutsch 1912)
  - Jeppe Aakjær: Die Kinder des Zorns, Übersetzt von Erich Holm, Verlag Georg Merseburger, Leipzig 1912.
  - Jeppe Aakjær: Die Kinder des Zorns, Übersetzt von Erich Holm, Neuausgabe Hofenberg, Berlin 2015, ISBN 978-3-8430-9439-9.
- 1905: Fri felt (Gedichte)
- 1906: Rugens sange og andre digte (Gedichte)
- 1907: Livet på Hegnsgård (Schauspiel)
- 1908: Hvor Bønder bor (Roman)
- 1909: Muld og malm (Gedichte)
- 1909: Ulvens søn (Schauspiel)
- 1910: Den sommer og den eng (Gedichte)
- 1911: Når bønder elsker (Schauspiel)
- 1913: Esper tækki (Gedichte)
- 1914: Arbejdets glæde (Roman)
- 1915: Jens Langkniv (Roman)
- 1915: Hedevandringer (Volkskundliches Sachbuch)
- 1916: Vejr og vind og folkesind (Gedichte)
- 1916: Hvor der er gjærende kræfter (Roman, Gärende Kräfte, deutsch 1929)
- 1918f.: Samlede værker (Gesammelte Werke in 8 Bänden)
- 1919: Glimmersand (Gedichte)
- 1920: En daad (Gedichte)
- 1921: Hjertegræs og ærenpris (Gedichte)
- 1921: Pigen fra Limfjorden (Roman)
- 1924: Hejmdals vandringer (Gedichte)
- 1926: Jakob og hans Sønner (Gedichte)
- 1927: Under aftenstjernen (Gedichte)
- 1928f.: Erindringer (Autobiographie in 3 Bänden)
- 1930ff.: Studier fra hjemstavnen (Volkskundliche Sachbücher, 6 Bände)
- 1931: Samlede digte (3 Bände)
- 1934: Efterladte erindringer (Posthum herausgegebene Autobiographie)
- 1944: Breve fra Jeppe Aakjær. 1883-1899 (Posthum herausgegebene Briefe)
- 1956: Udvalgte digte (Posthum herausgegebene Gedichte)
- 1990: Drøm og drama. Breve mellem Jeppe Aakjær og hans søskende (Posthum herausgegebene Briefe)

## Auszeichnungen
- 1928 Literaturpreis Drachmannlegatet